# Raniero Paulucci di Calboli
Raniero Paulucci di Calboli, o Paolucci de Calboli (Roma, 15 marzo 1861 – Roma, 12 febbraio 1931), è stato un diplomatico e politico italiano, discendente dall'antica famiglia nobiliare forlivese dei Calboli.

È noto per essersi interessato all'Affare Dreyfus quando era segretario di legazione a Parigi, posizione che gli permise di formarsi la convinzione dell'innocenza dell'accusato ed anche di raccogliere notevolissimo materiale sull'argomento.

## Biografia
Nasce da Annibale Paulucci di Calboli, di antica nobiltà forlivese, e da Mary Ann Simpkinson de Wesselow che nacque nel Regno Unito. Studia legge a Roma e a Bologna, laureandosi nel 1882. Intraprende la carriera diplomatica nel 1885, lavorando presso le ambasciate italiane a Londra e a Vienna. Ciò gli dà la possibilità di conoscere l'ambasciatore Giuseppe Tornielli Brusati di Vergano, con la cui famiglia entra in relazione al punto tale da sposarne una nipote.
Paulucci arriva a Parigi in qualità di segretario di legazione, insieme col Tornielli, nuovo ambasciatore in Francia. Qui ha modo di seguire il caso Dreyfus e, convintosi dell'innocenza dell'ufficiale, può raccogliere una vasta quantità di materiale relativo all'Affare Dreyfus. Nel 1898 Paulucci era un giovane trentasettenne segretario di ambasciata e riporta notizie dell'affaire Dreyfus in presa diretta, fornendo informazioni sull'opinione pubblica e sulla situazione politica ad essa correlata. Oggi il materiale è conservato presso la Biblioteca civica di Forlì, la città di origine della famiglia Paulucci di Calboli. In seguito, Paulucci di Calboli diviene ambasciatore a Lisbona (1908), a Berna (1912) a Tokyo (1919) e a Madrid (1922).
Viene nominato Senatore del Regno nel 1922. Dalla moglie, Virginia Lazzari Tornielli, ha due figli: Fulcieri, eroe della prima guerra mondiale e morto senza eredi, e Camilla, la quale sposa Giacomo Barone Russo, che assume poi il cognome Paulucci di Calboli per non lasciar finire il cognome di una delle più antiche famiglie nobiliari italiane, quella appunto dei Calboli.

## Mecenatismo
Il marchese Raniero fu amico e mecenate dello scultore Adolfo Wildt e lasciò ai Musei Civici di Forlì un importante corpus di sue opere.